# Superprojekcja
Superprojekcja – metoda identyfikacji zwłok na podstawie czaszki opracowana w latach 30. XX wieku. Polega na nakładaniu na wyseparowane zdjęcie czaszki zdjęcia domniemanej osoby wykonanego za jej życia i porównywaniu punktów antropometrycznych. Jeśli główne punkty się pokrywają, można z dużą pewnością stwierdzić, że czaszka i zdjęcie należały do tej samej osoby.